# Zimbru (okręg Călărași)
Zimbru – wieś w Rumunii, w okręgu Călărași, w gminie Ulmu. W 2011 roku liczyła 172 mieszkańców.